# Don McLaughlin
Don McLaughlin (Kanada, Manitoba, Brandon, 1952. május 12. –) profi jégkorongozó.

## Karrier
Komolyabb junior karrierjét az MJHL-ben kezdte 1969-ben a Winnipeg Monarchsban. A következő évben is ebben a csapatban játszott, majd 1971-ben felkerült a WCHL-es Brandon Wheat Kingsbe. Az 1972-es NHL-amatőr draft a New York Islanders választotta ki a 7. kör 101. helyén. Felnőtt pályafutását az AHL-es Virginia Wingsben kezdte, de 2 mérkőzés után a CHL-es Fort Worth Wingsba, majd 17 mérkőzés után az IHL-es Port Huron Wings került. Ezután 1973-ban visszavonult.